# Luminița Cazacu
Luminița Cazacu (n. 14 martie 1940, București, România – d. 28 februarie 2011, Nisa, Franța) a fost o regizoare și scenografă română de filme de animație. 

## Biografie
Luminița Cazacu s-a născut la data de 14 martie 1940 în orașul București. A absolvit Facultatea de Arte Plastice și Institutul de Arte Frumoase, Secția Muzeologie. A fost angajată apoi la Studioul "Animafilm". 
În anul 1971, Luminița Cazacu a obținut premiul Leul de argint la Festivalul de film de la Veneția pentru filmul de debut "Bună dimineața, Poveste", iar în anul 1984, la Tomar (Portugalia), premiul special al juriului la Festivalul internațional de film pentru copii pentru filmul Baladă pentru o mărgică albastră (primul film românesc cu elemente de animație pe calculator). De asemenea, a obținut și numeroase premii naționale, printre care Premiul UCR pentru film de lungmetraj de animație pentru "Călătoriile lui Pin-Pin". 
Luminița Cazacu a făcut parte din diverse jurii și a fost redactor la reviste pentru copii, revista "Mihaela" a lui Nell Cobar fiind una dintre ele. Ultima sa creație, "Daruri", despre tinerii de la Revoluție, nu a fost niciodată difuzată către public. Regizoarea Luminița Cazacu a continuat să realizeze filme de animație și după anul 1990, dar, din cauza condițiilor economice ale animației românești, realizările sale n-au mai ajuns pe ecrane și la spectatori. 
Din 1992 a colaborat cu studioul de animație franco-român Dacodac, fiind directorul artistic al echipei care a realizat serialul Caroline et ses amis, după opera scriitorului francez Pierre Probst.
Artista a publicat câteva benzi desenate, reluînd personajele cele mai îndrăgite din desene animate Penelopa și Scufișa Roșie, BD în almanahul Contemporanul (1988), Pin-Pin, stripuri cu simpaticul pinguin, în revista Mihaela, între 1990-1992.
În ultima perioadă, Luminița Cazacu a realizat cărți de colorat, a pictat și a fost membră în diverse jurii (printre care juriul Uniunii Cineaștilor pentru documentar și animație). 

## Filmografie

### Regizoare
- Bună dimineața, poveste ( 1970 - Premiul Leul de argint la Fesitivalul Internațional al Filmului pentru copii de la Veneția)
- Raliul morții (1971)
- Cine a pierdut girafa (1973)
- După-amiezele Penelopei (1977) - 9 minute
- Condiția Penelopei (1977) - 10 minute
- Penelopa și cele 9 muze (1978)
- Maratonul Penelopei (1980)
- Penelopa și uriașii cei răi (1981)
- Penelopa și Scufița Roșie (1982)
- Baladă pentru mărgica albastră[6] ( 984 - Premiul special al juriului la Festivalul Internațional de la Tomar - Portugalia)
- Gimnastica (1984- episod din seria Trei prieteni)
- Ariciul (1985 - episod din seria Trei Prieteni)
- Mușețelul (1985 - episod din seria Trei Prieteni)
- Reprezentația (1986 - episod pilot din seria Aventurile lui Pin-Pin)
- Pădurea (1986 - episod din seria Aventurile lui Pin-Pin)
- Deșertul (1987 - episod din seria Aventurile lui Pin-Pin)
- Savana (1987 - episod din seria Aventurile lui Pin-Pin)
- Jungla (1987 - episod din seria Aventurile lui Pin-Pin)
- Oceanul (1987 - episod din seria Aventurile lui Pin-Pin)
- La Pol (1988 - episod din seria Aventurile lui Pin-Pin)
- Acasă (1989 - episod din seria Aventurile lui Pin-Pin)[3]
- Aventurile lui Pin-Pin (serial, 1986-1989)[7]
- Călătoriile lui Pin-Pin (lungmetraj, 1990)
- R/Evoluție (1991)[4]
- Urmărirea (1992 - episod din seria Noile aventuri ale lui Pătrățel)[3]

### Scenaristă
- Călătoriile lui Pin-Pin (1990)

### Graficiană
- Călătoriile lui Pin-Pin (1990)

### Scenografă
- Robinson Crusoe (1974) - în colaborare cu Francesco Guido